# Kamenné Žehrovice
Kamenné Žehrovice jsou obec v okrese Kladno ve Středočeském kraji, asi 7 km jihozápadně od města Kladna, na hlavní silnici z Prahy do Karlových Varů (v blízkosti dálnice D6). Žije zde přibližně 1 600 obyvatel. Přírodní hranici obce tvoří na severovýchodě zalesněné území a Turyňský rybník, táhnoucí se do sousední vesnice Srby, jehož přítokem je potok Kačák, který Kamennými Žehrovicemi protéká. Znak a vlajka byly obci uděleny 12. února 1992.

## Historie
První písemná zmínka o obci pochází z roku 1271, dále se lze dočíst, že byla vlastnictvím církve a také, z rozhodnutí královského majestátu, několika více či méně významných pánů. Například roku 1270 získal Kamenné Žehrovice Ostrovský klášter a roku 1558 připadly rodu Martiniců (později Clam-Martiniců), panu Janu Bořitovi z Martinic, jejichž vlastnické právo později potvrdil český král.
V katastru obce se nacházela pískovcová ložiska (pískovec se zde těžil až do 20. století), což zapříčinilo rozvoj řemesla kamenického. Pískovec byl významným stavebním materiálem, zejména ve středověku ale také na počátku novověku. A tak našel Žehrovák své využití jak při stavbě Karlova mostu, Národního divadla, tak i městského opevnění a Chrámu sv. Víta.
V obci byly také dva vodní mlýny na potoku Loděnice: po proudu Turyňský mlýn pod hrází rybníka, Kolský mlýn pod hřbitovem (náhon vedl druhou stranou Údolí lásky), níže na potoce (v obci Doksy) byl mlýn v Doksech.

### Těžba uhlí

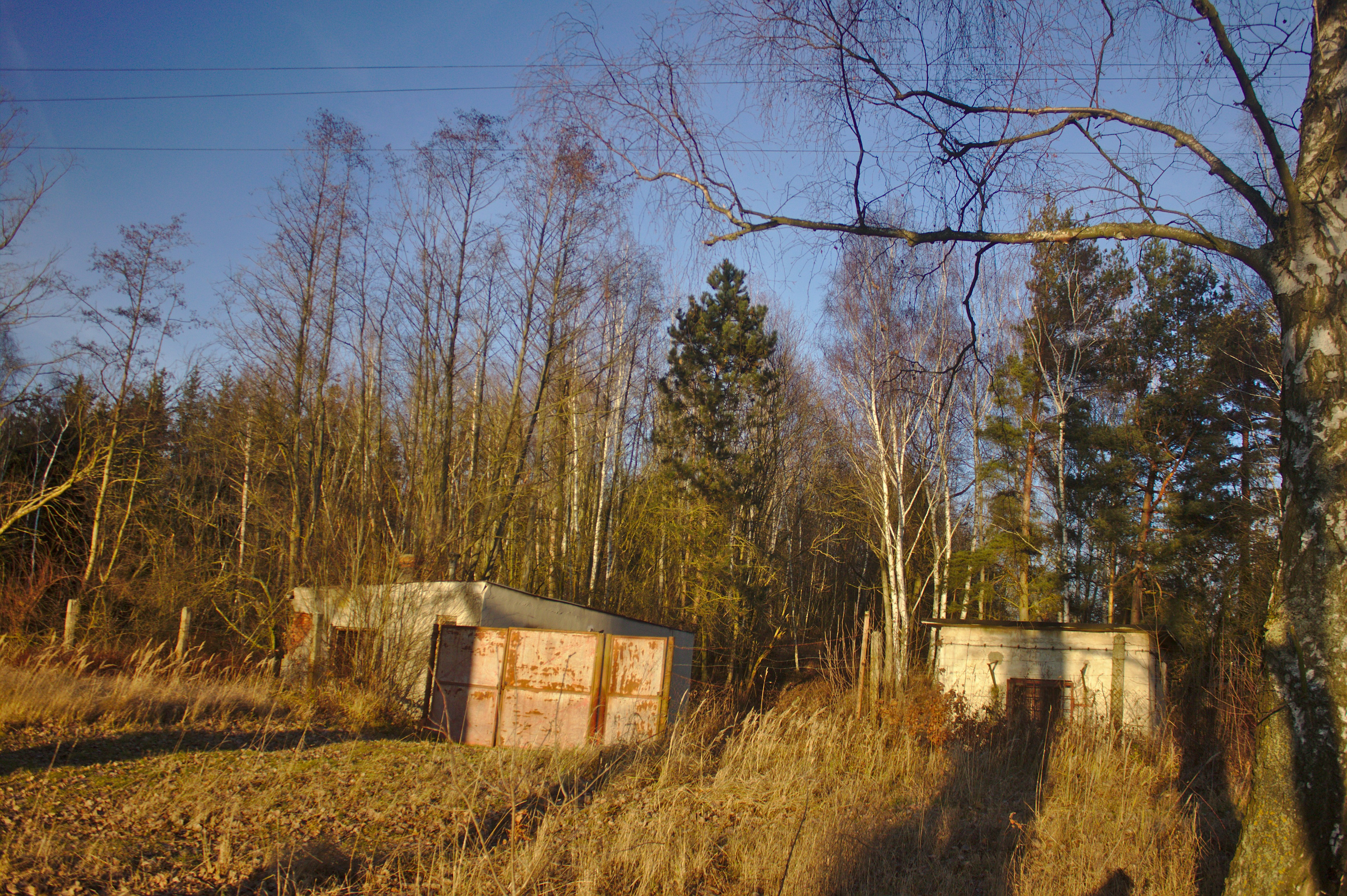
Pozůstatky dolu Wannieck.

Od roku 1916 byl uveden do provozu důl Wannieck a po druhé světové válce probíhala těžba uhlí i v dole Nosek, mezi Kamennými Žehrovicemi a Tuchlovicemi, který byl roku 1989 přejmenován na důl Tuchlovice. Provoz v dole Wannieck byl ukončen roku 1982. Těžba v dole Tuchlovice pak trvala až do 31. března 2002, kdy byl důl oficiálně uzavřen. Z Kamenných Žehrovic do dolu Tuchlovice vedla do roku 2010 vlečka.
Roku 1950 se od obce Kamenné Žehrovice osamostatnila obec Srby, dnes část obce Tuchlovice.

### Územněsprávní začlenění
Dějiny územněsprávního začleňování zahrnují období od roku 1850 do současnosti. V chronologickém přehledu je uvedena územně administrativní příslušnost obce v roce, kdy ke změně došlo:
- 1850 země česká, kraj Praha, politický okres Rakovník, soudní okres Nové Strašecí[7]
- 1855 země česká, kraj Praha, soudní okres Nové Strašecí[7]
- 1868 země česká, politický okres Slaný, soudní okres Nové Strašecí[7]
- 1937 země česká, politický okres Slaný expozitura Nové Strašecí, soudní okres Nové Strašecí[8]
- 1939 země česká, Oberlandrat Kladno, politický okres Slaný expozitura Nové Strašecí, soudní okres Nové Strašecí[9]
- 1942 země česká, Oberlandrat Praha, politický okres Slaný expozitura Nové Strašecí, soudní okres Nové Strašecí[10]
- 1945 země česká, správní okres Slaný expozitura Nové Strašecí, soudní okres Nové Strašecí[11]
- 1949 Pražský kraj, okres Nové Strašecí[12]
- 1960 Středočeský kraj, okres Kladno[13]

### Rok 1932
V obci Kamenné Žehrovice (přísl. Srby, 2617 obyvatel, poštovní úřad, telegrafní úřad, telefonní úřad, četnická stanice, sbor dobrovolných hasičů) byly v roce 1932 evidovány tyto živnosti a obchody: lékař, 2 autodopravci, bednář, cihelna, obchod s cukrovinkami, důl Vaněk, 2 elektrotechnické potřeby, galanterie, 4 holiči, 13 hostinců, hotel Vališ, obchod s hudebními nástroji, 2 inženýři, kamenický závod, kapelník, klempíř, kolář, konsum Včela, 2 kováři, kožišník, 6 krejčí, lakýrník, výčep lihovin, malíř, obchod s materiálním zbožím, obchod s obuví Baťa, 4 obuvníci, 3 pekaři, pohřební ústav, 5 řezníků, sedlář, 33 obchodů se smíšeným zbožím, Okresní hospodářská záložna v Novém Strašecí, spořitelní a záložní spolek pro Srby, starý materiál, stavební družstvo, stavitel, 5 obchodů se střižním zbožím, 2 švadleny, tesařský mistr, 4 trafiky, 3 truhláři, velkostatek Snop, 2 obchody s velocipedy, 2 zámečníci, zelinářství, železářství.

## Současnost

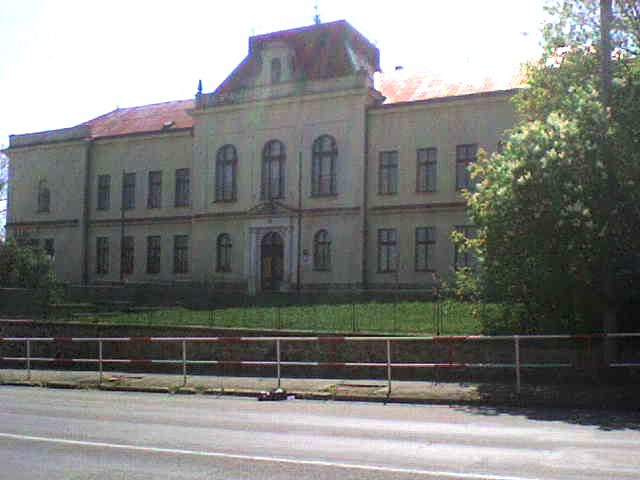
Budova školy před rekonstrukcí (fotografie z roku 2007)

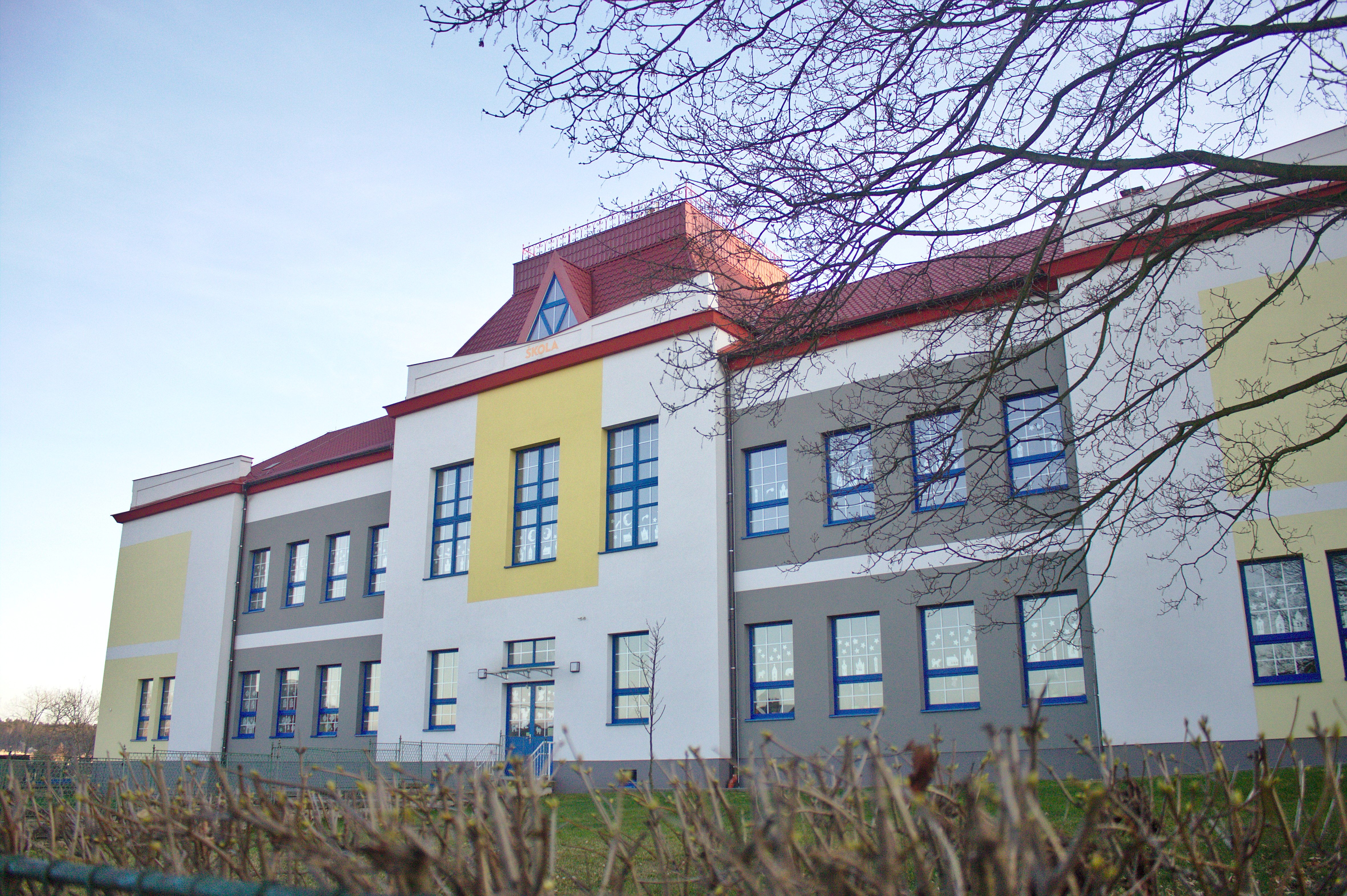
Stav školy po rekonstrukci.

Kamenné Žehrovice se rozkládají po obou stranách hlavní silnice (Karlovarská třída) a žije zde přibližně 1700 obyvatel v 547 domech, převážně z 18. století, v asi 50 ulicích. Je zde základní škola, mateřská škola, pošta, knihovna, zdravotní středisko, obchod s potravinami, obchod s oděvy, železářství, sběrna surovin, květinářství a zahradnictví. Obec je plynofikována a připojena na kanalizaci.
Po druhé světové válce zde byly vybudovány dvě samoobsluhy (Jednota) s masnou, dnes už však slouží pouze jedna, ve druhé sídlí potravinářská firma. Bývalé JZD se přeměnilo na firmu zpracující plasty. Před pár lety byla v obci otevřena lékárna, která je již ovšem opět zrušena.[kdy?] Chystá se také výstavba nové kapličky, která v dřívějších dobách nevydržela nápor zemědělských strojů. Pravidelně se zde konají kulturní akce, např. Mariánská pouť a trhy lidových řemesel, vánoční a velikonoční koncerty, atp.
V roce 2017 byla opravena a zateplena zanedbaná budova základní školy, přičemž z ní zmizela řada historizujících prvků (barokní vikýř na štítu, klasicistní portál). Na rekonstrukci se snesla kritika na sociálních sítích pro nevkusnost.

## Doprava
- Silniční doprava – Okolo obce vede dálnice D6 Praha – Karlovy Vary, obec leží uprostřed mezi exitem 16 (Velká Dobrá) a exitem 25 (Kačice). Obcí vede silnice II/606 v úseku Pletený Újezd – Kamenné Žehrovice – Stochov – Nové Strašecí. Kamenné Žehrovice s Kladnem spojuje silnice II/238.

- Železniční doprava – Obec Kamenné Žehrovice leží na železniční trati 120 z Prahy a Kladna do Rakovníka. Jedná se o jednokolejnou celostátní trať, doprava byla na trati zahájena roku 1863. Přepravní zatížení tratě 120 mezi Kladnem a Rakovníkem v roce 2011 činilo obousměrně 7 rychlíků, 1 spěšný vlak a 10 osobních vlaků.[17] Asi dva kilometry od obce leží mezilehlá železniční stanice Kamenné Žehrovice. U nádraží jsou pozůstatky Lánské koněspřežky doplněné informační tabulí naučné stezky.

- Autobusová doprava – V obci zastavovaly v červnu 2011 autobusové linky jedoucí do těchto cílů: Kladno, Nové Strašecí, Praha, Rakovník, Zbečno, Žatec.[18]

## Osobnosti
- Radoslav Čížek – konstruktér a několikanásobný mistr světa v leteckém modelářství, držitel Zlaté letecko-modelářské medaile (Lausanne 2000), kronikář obce
- Jan Bořita z Martinic
- Josef Frydrych (1880–1966), hospodářský adjunkt u pana Riegra (nájemce dvou hospodářských dvorů v Kamenných Žehrovicích), správce statku u Augusta Hemerky (1842–1911) – šlechtice ze Stanmíru ve Slaném, správce statků Jana II. z Lichtenštejna a velkostatkář v Žarošicích[19]

## Okolí
V okolí Kamenných Žehrovic lze najít mnoho míst na procházky přírodou (obcí prochází Drvotova naučná stezka). V blízkosti se nalézá již zmíněný Turyňský rybník, památné stromy Jasan u Turyňského rybníka a Mrákavský dub, mokřad Kalspot s výskytem chráněných obojživelníků, lesy i louky či Lánská obora se zámkem. V rámci výletu lze navštívit nedaleký Skanzen výroby dřevěného uhlí ve Lhotě či Hornický skanzen MAYRAU ve Vinařicích. V blízkosti je také hrad Křivoklát.

## Pamětihodnosti
- Usedlost čp. 17
- Socha svatého Jana Nepomuckého
- Socha Panny Marie Bolestné
- Boží muka se sochou svatého Rocha
- Zaniklá ves Německá Lhota

Kamenné Žehrovice v obrazech
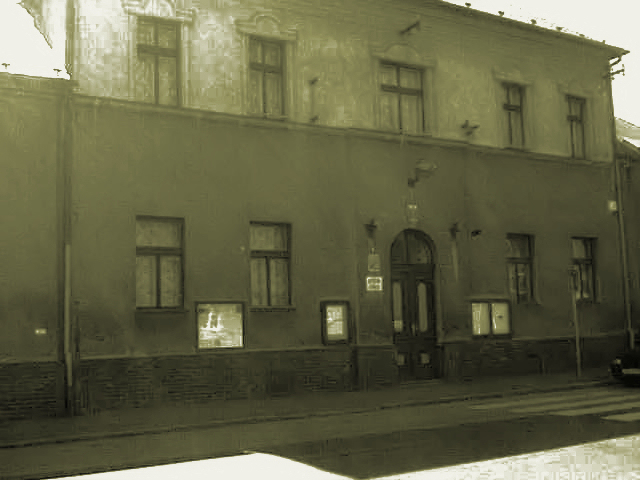
Obecní úřad
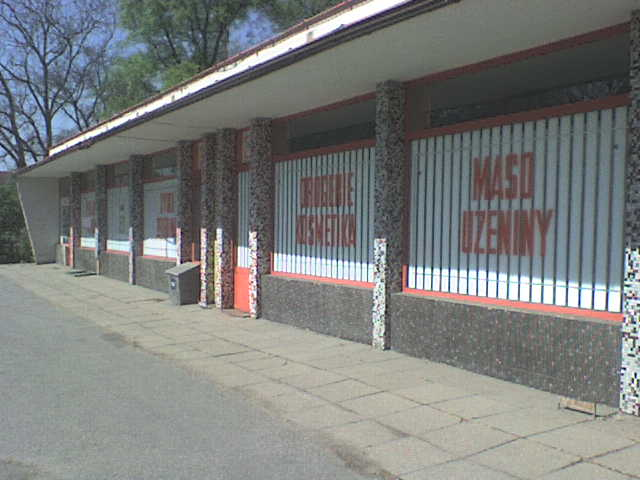
Samoobsluha společnosti Coop
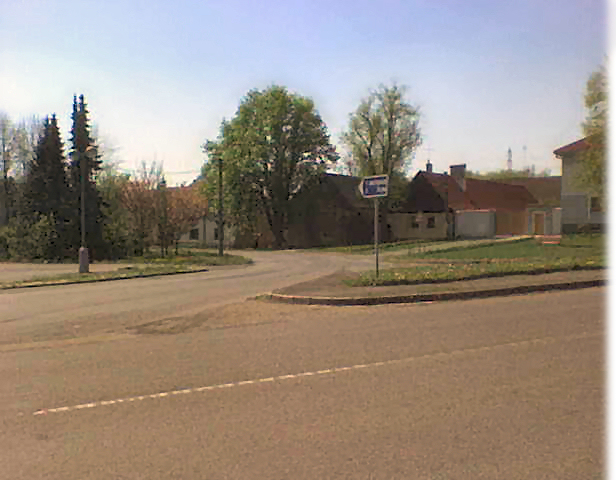
Pohled, odbočka směr Zbečno
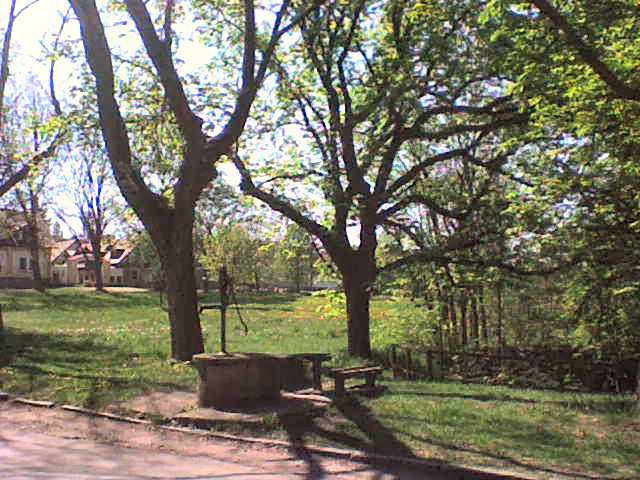
Pohled
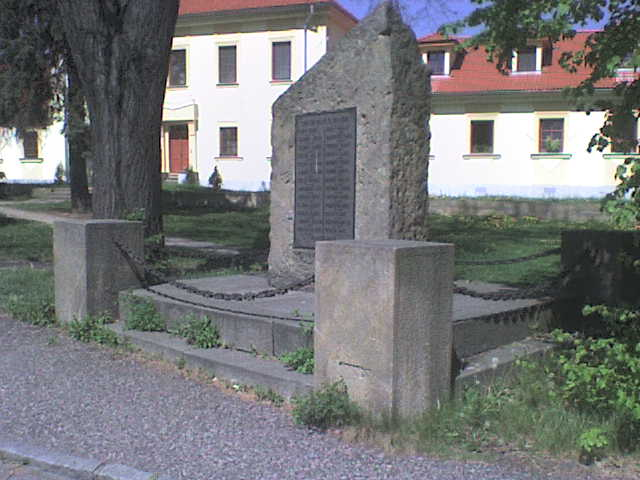
Pomník padlých vojínů v 1. světové válce
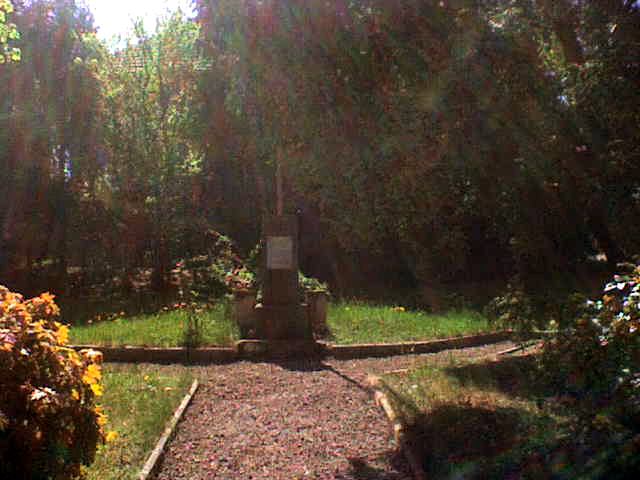
Pomník u školy
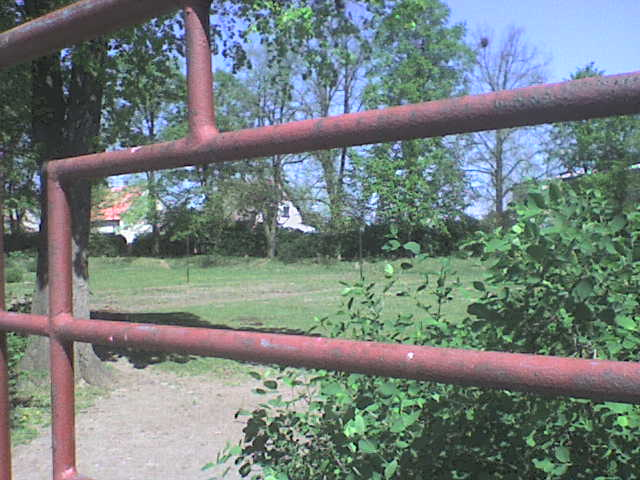
Bývalé hřiště
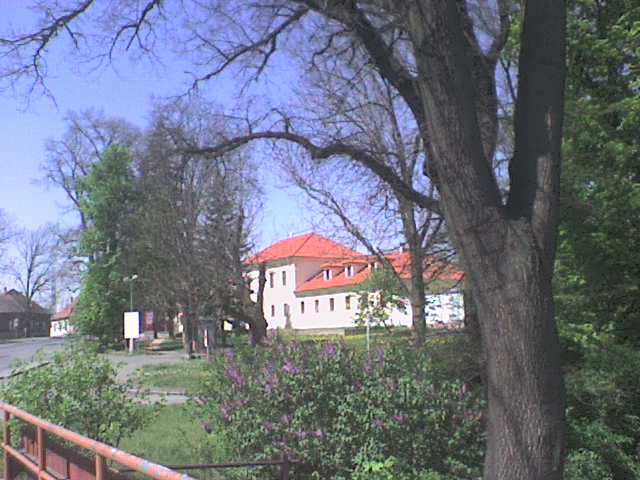
Pohled na autobusovou zastávku a zrekonstruovanou budovu bývalého JZD
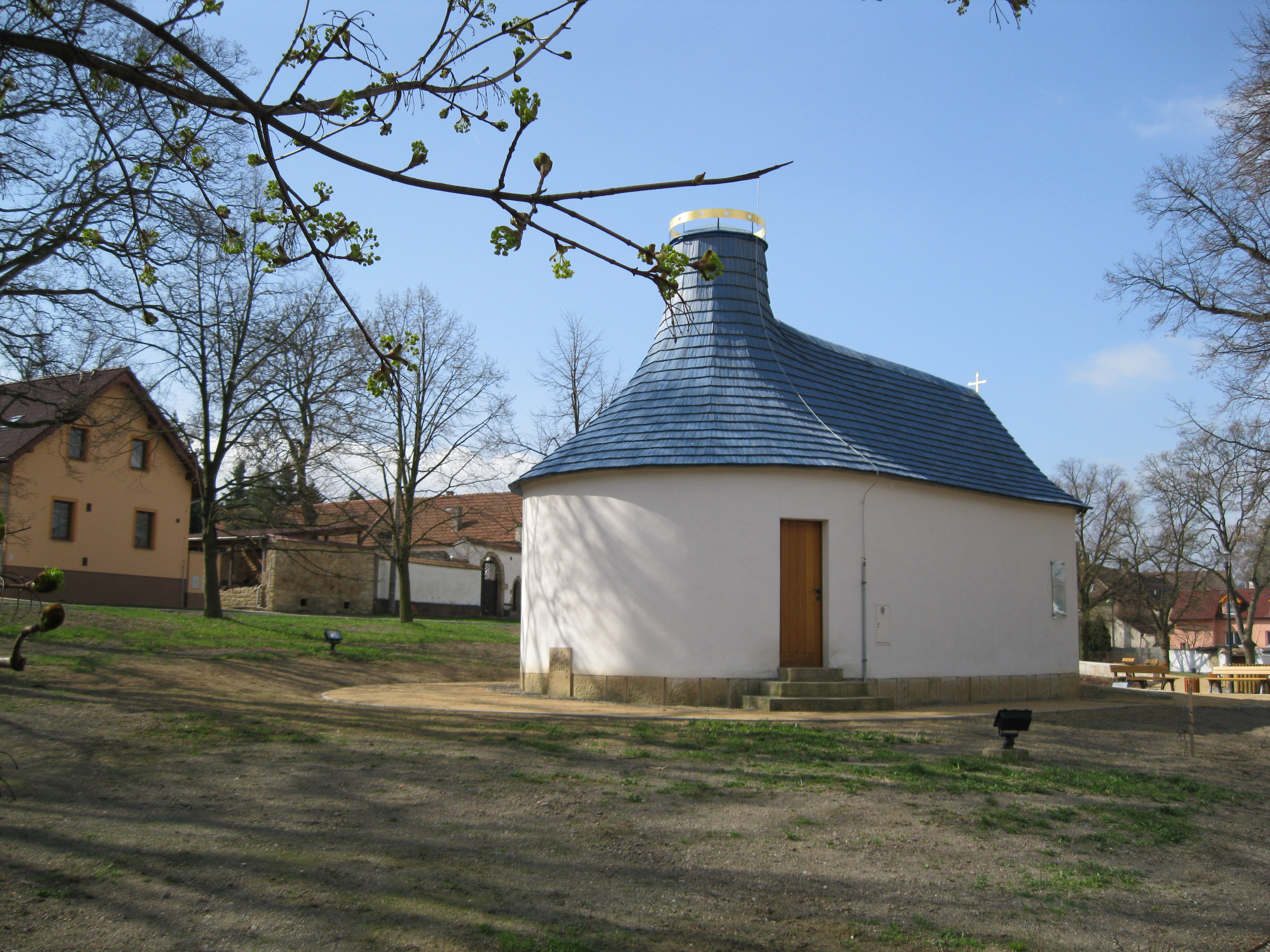
Na místě staré kaple byla roku 2005 vybudována kaple nová, zasvěcená Panně Marii
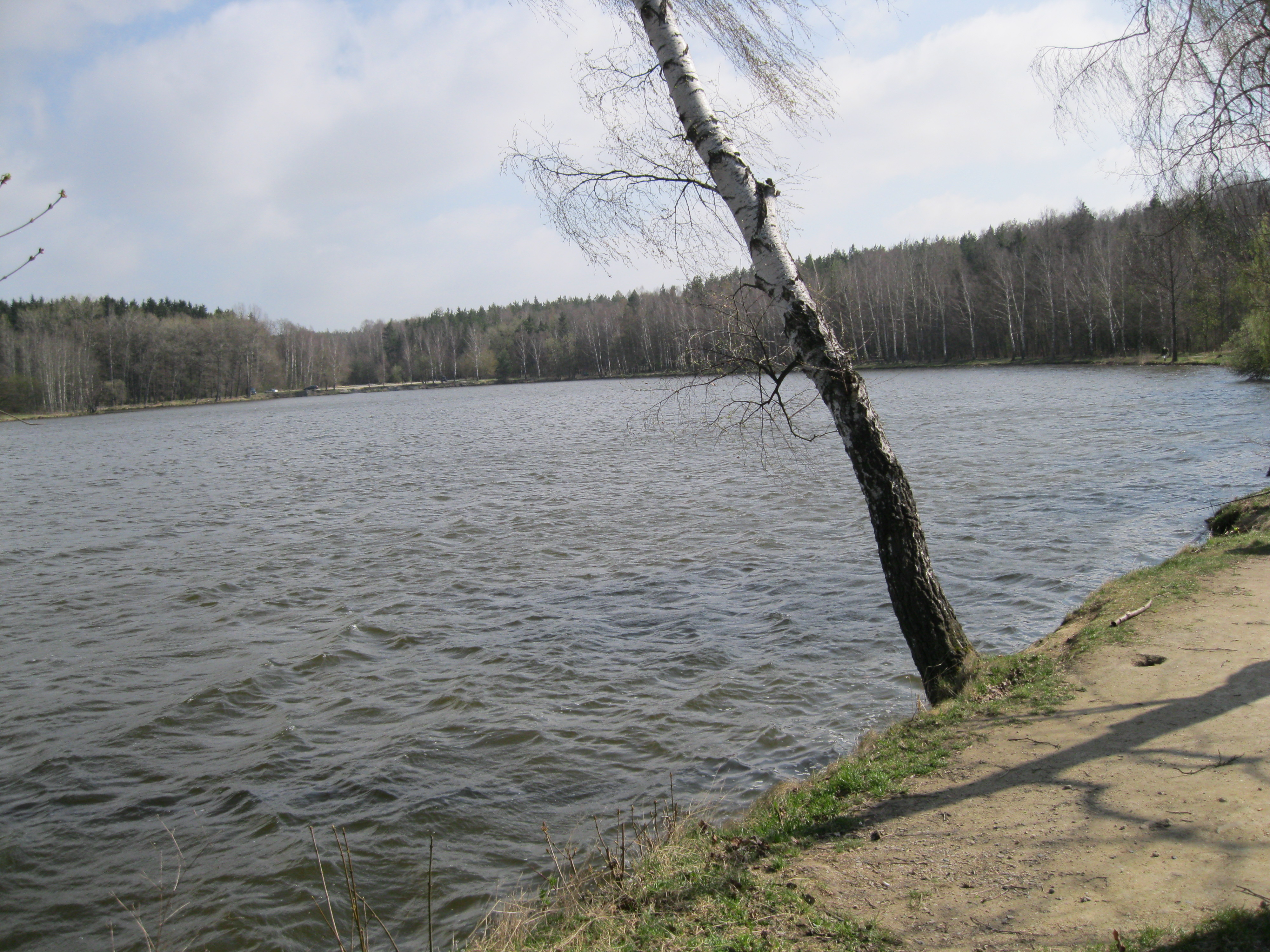
Hráz nedalekého Turyňského rybníka, největší vodní plochy kladenského okresu